# Josef Prorok
Josef Prorok (ur. 16 listopada 1987 w Pradze) – czeski lekkoatleta płotkarz i sprinter, medalista halowych mistrzostw Europy w 2013, olimpijczyk.

## Osiągnięcia sportowe
Specjalizował się w biegu na 400 metrów przez płotki. Odpadł w półfinale tej konkurencji oraz w eliminacjach sztafety 4 × 400 metrów na mistrzostwach świata juniorów w 2006 w Pekinie. Na młodzieżowych mistrzostwach Europy w 2007 w Debreczynie odpadł w eliminacjach biegu na 400 metrów przez płotki, a na kolejnych młodzieżowych mistrzostwach Europy w 2009 w Kownie zajął w tej konkurencji 8. miejsce.
Odpadł w eliminacjach sztafety 4 × 400 metrów na halowych mistrzostwach świata w 2010 w Dosze. Zajął 6. miejsce w biegu na 400 metrów przez płotki na mistrzostwach Europy w 2010 w Barcelonie. Na halowych mistrzostwach świata w 2012 w Stambule odpadł w eliminacjach sztafety 4 × 400 metrów. Zajął 5. miejsce w sztafecie 4 × 400 metrów i odpadł w półfinale biegu na 400 metrów przez płotki na mistrzostwach Europy w 2012 w Helsinkach. Na igrzyskach olimpijskich w 2012 w Londynie odpadł w eliminacjach biegu na 400 metrów przez płotki.
Zdobył brązowy medal w sztafecie 4 × 400 metrów (która biegła w składzie: Daniel Němeček, Prorok, Petr Lichý i Pavel Maslák) i odpadł w eliminacjach biegu na 400 metrów na halowych mistrzostwach Europy w 2000 w Gandawie.
Był mistrzem Czech w biegu na 400 metrów przez płotki w latach 2009–2011 oraz w sztafecie 4 × 400 metrów w 2007, 2008 i 2011, wicemistrzem w sztafecie 4 × 400 metrów w 2009 i 2010, a także brązowym medalistą w biegu na 400 metrów przez płotki w 2008 oraz w sztafecie 4 × 400 metrów w 2004. W hali był mistrzem Czech w biegu na 200 metrów w 2010 oraz w sztafecie 4 × 400 metrów w 2006, 2008, 2010 i 2012 oraz wicemistrzem w biegu na 400 metrów w 2008 i 2012.
Był rekordzistą Czech w sztafecie 4 × 400 metrów z czasem 3:02,72, uzyskanym 1 lipca 2012 w Helsinkach.
Zakończył karierę w 2013 z powodów zdrowotnych.

## Rekordy życiowe
Rekordy życiowe Proroka:
- bieg na 400 metrów – 46,48 (6 czerwca 2010, Praga)
- bieg na 400 metrów (hala) – 46,88 (16 lutego 2010, Wiedeń)
- bieg na 400 metrów przez płotki – 49,68 (31 lipca 2010, Barcelona)